# Raquel Rodríguez (piragüista)
Raquel Rodríguez Rodríguez es una deportista española que compite en piragüismo en la modalidad de maratón. Ganó una medalla de bronce en el Campeonato Europeo de Piragüismo en Maratón de 2016 en la categoría de C1.

## Palmarés internacional
| Campeonato Europeo | Campeonato Europeo  | Campeonato Europeo | Campeonato Europeo |
| Año                | Lugar               | Medalla            | Competición        |
| ------------------ | ------------------- | ------------------ | ------------------ |
| 2016               | Pontevedra (España) | Medalla de bronce  | C1                 |